# Mpoko
La rivière Mpoko est un affluent de la rivière Oubangui situé dans le Bassin du Congo en République centrafricaine.

## Cours
Elle prend sa source au sud de la préfecture de l'Ouham, à l'est de la RN1 (route nationale 1) entre Bossembélé et Bossangoa. Son cours supérieur se dirige sur 15 km vers le nord, s'oriente ensuite en direction sud-est, puis sud. Elle reçoit les eaux de la Pama avant de rejoindre l'Oubangui en aval de la ville de Bimbo, qu'elle borde en rive gauche.

## "Scandale de la Mpoko"
Le "scandale de la M'Poko" fait référence aux exactions commises par la société concessionnaire de la M'Poko au début du XXᵉ siècle, dans l'actuelle République centrafricaine. Cette compagnie, active dans l'exploitation du caoutchouc, a été impliquée dans des actes de violence extrême envers les populations locales pour maximiser la production. Les abus incluaient des meurtres, des séquestrations et des châtiments corporels. Une enquête menée en 1906-1907 par l'administrateur Gaston Guibet a révélé qu'au moins 750 personnes avaient été tuées, certains estimant le nombre de victimes à 1 500. Malgré ces révélations, l'affaire a été étouffée par les autorités coloniales, soucieuses de préserver l'image de la colonisation française, et les principaux responsables n'ont pas été sanctionnés.